# Метод квазі-Монте-Карло
Метод квазі-Монте-Карло (англ. Quasi-Monte Carlo Method) — метод чисельного інтегрування та розв'язування деяких інших задач з використанням послідовностей з низьким рівнем невідповідності (так-звані квазі-випадкові послідовності або суб-випадкові послідовності). Це на противагу звичайному методу Монте-Карло, який заснований на послідовності псевдовипадкових чисел.
Методи Монте-Карло і квазі-Монте-Карло викладені аналогічним чином.
Проблема полягає  в тому, щоб апроксимувати інтеграл від функції f як середнє значення функції, обчисленої в наборі точок х1, …, хп:
{\displaystyle \int _{[0,1]^{s}}f(u)\,{\rm {d}}u\approx {\frac {1}{N}}\,\sum _{i=1}^{N}f(x_{i}).}
Оскільки ми інтегруємо по х-вимірному одиничному кубі, кожен хi є вектором s елементів. Різниця між методами квазі-Монте-Карло і Монте-Карло — це спосіб вибору хi.  Квазі-Монте-Карло використовує послідовності з низьким рівнем невідповідності, такі як послідовності Халтон, Соболеві послідовності, або послідовності Фора (з англ. Faure), в той час як метод Монте-Карло використовує псевдовипадкові послідовності. Перевага використання послідовностей з низьким рівнем невідповідності — швидкість збіжності. Метод квазі-Монте-Карло має оцінку збіжності  О(1/n), тоді як у випадку методу Монте-Карло вона становить О(N−0.5).
Метод квазі-Монте-Карло останнім часом став популярним в області математичних фінансів і фінансових обчислень. В цих областях багатовимірні числові інтеграли, де значення інтегралу повинне бути оцінене в межах порогового значення ε, трапляються часто. Методи Монте-Карло і квазі-Монте-Карло корисні в таких випадках.

## Оцінка похибки апроксимації методу квазі-Монте-Карло
Апроксимаційна похибка методу квазі-Монте-Карло обмежена значенням, пропорційним невідповідності комплекту х1, …, хn. Зокрема, з нерівності Koksma-Hlawka маємо, що похибка
{\displaystyle \epsilon =\left|\int _{[0,1]^{s}}f(u)\,{\rm {d}}u-{\frac {1}{N}}\,\sum _{i=1}^{N}f(x_{i})\right|}
є обмеженою
{\displaystyle |\epsilon |\leq V(f)D_{N}},
де V(F) є варіацією Харді-Краузе для функції f (див. Morokoff і Кафлиш (1995) для детального визначення). Dn — це так звана головна  розбіжність набору (х1,…,xn) і визначається як
{\displaystyle D_{N}=\sup _{Q\subset [0,1]^{s}}\left|{\frac {{\mbox{number of points in }}Q}{N}}-{\mbox{volume}}(Q)\right|},
де Q — прямокутна [0,1]s фігура зі сторонами, паралельними осям координат. Нерівність {\displaystyle |\epsilon |\leq V(f)D_{N}} може бути використана, щоб показати, що похибка апроксимації методом квазі-Монте-Карло метод рівна {\displaystyle O\left({\frac {(\log N)^{s}}{N}}\right)}, у той час як метод Монте-Карло має імовірнісну похибку {\displaystyle O\left({\frac {1}{\sqrt {N}}}\right)}. Хоча ми можемо тільки констатувати верхню межу похибки апроксимації, збіжність розрахунку методу квазі-Монте-Карло на практиці, як правило, набагато швидша за його теоретичну межу. Отже, в загальному випадку, точність методу квазі-Монте-Карло збільшується швидше, ніж збіжність методу Монте-Карло. Однак, ця перевага забезпечується тільки якщо N досить велике і якщо варіація скінченна.

## Методи Монте-Карло та Квазі-Монте-Карло для багатовимірних інтегрувань
Для одновимірного інтегрування, квадратурні методи, такі як методи трапецій, Сімпсона, або формула Ньютона–Котеса, відомі як ефективні, якщо функція є гладкою. Ці підходи можуть бути також використані для багатовимірної інтеграції, повторюючи одновимірні інтегрування за кількома вимірами. Однак кількість обчислень функції зростає експоненціально з числом вимірів s. Отже, щоб подолати це прокляття розмірності слід використовувати для багатовимірних інтегралів дещо інший метод. Стандартний метод Монте-Карло часто використовується, коли квадратурні методи складно або дорого реалізувати. Методи Монте-Карло і квазі-Монте-Карло точні і відносно швидкі, коли розмірність сягає 300 і вище.
Мороков і Кафлиша вивчали продуктивність методів Монте-Карло і квазі-Монте-Карло у інтегруванні. У статті, Халтон, Соболь, і Фор послідовності для квазі-Монте-Карло порівнюють із стандартним методом Монте-Карло з використанням псевдовипадкових послідовностей. Вони виявили, що метод з  Халтон послідовністю найбільш ефективний для розмірностей до приблизно 6; метод з Соболевими послідовністями працює краще для більш високих розмірностей; і метод з Фор послідовностями, хоч і є гіршим за вказані дві інші послідновності, досі працює краще, ніж псевдовипадкові послідовності.
Однак, Мороков і Кафлиша навели приклади, де перевага методу квазі-Монте-Карло менша, ніж очікувалося теоретично. Ще, в прикладах вивчені Мороковим і Кафлишею, метод квазі-Монте-Карло  не дає більш точний результат, ніж метод Монте-Карло з однаковою кількістю очок. Мороков і Кафлиша зауважили, що перевага методу квазі-Монте-Карло є значною, якщо під-інтегральний вираз є гладкою функцією, і кількість вимірів s інтегралу мала.

## Недоліку методу квазі-Монте-Карло
Лем'є виділив недоліки методу квазі-Монте-Карло:
- Для того щоб оцінка {\displaystyle O\left({\frac {(\log N)^{s}}{N}}\right)} була меншою за {\displaystyle O\left({\frac {1}{\sqrt {N}}}\right)},{\displaystyle s} повинен бути достатньо малим і {\displaystyle N} повинен бути великим (наприклад, {\displaystyle N>2^{s}}).
- Для багатьох функцій, що виникають на практиці, {\displaystyle V(f)=\infty }.
- Ми знаємо тільки верхню межу помилки (тобто ε ≤ V(f) DN), і важко обчислити {\displaystyle D_{N}^{*}} і {\displaystyle V(f)}.

Для того, щоб подолати деякі з цих недоліків, ми можемо використати рандомізований метод квазі-Монте-Карло .

## Рандомізування методу квазі-Монте-Карло
Оскільки послідовності з низьким рівнем розбіжності не випадкові, а детерміновані, квазі-Монте-Карло метод може розглядатися як детермінований алгоритм або дерандомізований алгоритм. В даному випадку, у нас є тільки межа (наприклад, ε ≤ (Ф) ГН) похибки, і похибку важко оцінити. Для того, щоб уможливити аналіз та оцінку дисперсії, ми можемо рандомізувати метод (див. рандомізації для загального випадку). В результаті отримаємо рандомізований метод квазі-Монте-Карло, який також можна розглядати як зменшення варіації для стандартного методу Монте-Карло. Серед декількох методів, найпростіша процедура перетворень — це через випадкові зміщення. Нехай {х1,…,хп} точка встановлена на послідовності з низькою розбіжністю. Оберемо випадковий s-вимірний  вектор U і змішаємо його з {х1,…,хп}. Тобто, для кожного xJ, створюємо
{\displaystyle y_{j}=x_{j}+U{\pmod {1}}}
і використовуємо послідовність {\displaystyle (y_{j})} замість {\displaystyle (x_{j})}. Якщо ми маємо R повторів за методом Монте-Карло, оберемо випадковий s-вимірний вектор U для кожної реплікації. Рандомізація дозволяє дати оцінку дисперсії, при цьому використовуючи квазі-випадкові послідовності. Порівняно з чисто методом квазі-Монте-Карло, кількість зразків квазі-випадкової послідовності буде ділитись на R, рівноцінну за обчислювальних витрат, що зменшує теоретичну швидкість збіжності. У порівнянні зі стандартним методом Монте-Карло, дисперсії та обчислення швидкості є дещо кращі, ніж експериментальні результати у Туффіна (2008)